# Maciej Kruczek
Maciej Kruczek (ur. 26 stycznia 1988) – polski hokeista, reprezentant Polski.
Jego brat Dawid (ur. 1983) także został hokeistą.

## Kariera klubowa
- KTH Krynica (2004-2013)
- 1928 KTH (2013-2014)
- GKS Tychy (2014)
- Cracovia (2014-2020)
- GKS Katowice (2020-2024)
- Cracovia (2024-)

Wychowanek KTH Krynica. Od stycznia 2014 zawodnik GKS Tychy. Od połowy 2014 zawodnik Cracovii. W czerwcu 2020 został zawodnikiem GKS Katowice. Od czerwca 2024 ponownie Cracovii.

## Kariera reprezentacyjna
W barwach reprezentacji Polski do lat 18 wystąpił na turnieju mistrzostw świata juniorów do lat 18 w 2006 (Dywizja I). W barwach seniorskiej kadry Polski uczestniczył w turniejach mistrzostw świata 2015, 2016, 2017 (Dywizja IA), 2022 (Dywizja IB), 2023 (Dywizja IA), 2024 (Elita).

## Sukcesy
Reprezentacyjne
- Awans do mistrzostw świata I Dywizji Grupy A: 2022
- Awans do mistrzostw świata Elity: 2023

Klubowe
- Srebrny medal mistrzostw Polski: 2014 z GKS Tychy, 2019 z Cracovią, 2024 z GKS Katowice
- Superpuchar Polski: 2014, 2016, 2017 z Cracovią, 2022 z GKS Katowice
- Puchar Polski: 2015 z Cracovią
- Złoty medal mistrzostw Polski: 2016, 2017 z Cracovią, 2022, 2023 z GKS Katowice
- Finał Pucharu Polski: 2016, 2017 z Cracovią

Indywidualne
- Puchar Polski w hokeju na lodzie 2013: najlepszy zawodnik meczu półfinałowego